# ポロメリア
「ポロメリア」は、日本の歌手Coccoの6枚目のシングルである。1999年10月14日発売。発売元はビクターエンタテインメント。

## 概要
前作から6ヶ月ぶりとなるシングル。タイトルの「ポロメリア」とはキョウチクトウ科の植物であるプルメリアのことを意味する。
2010年には本作のタイトルを冠した、同名の書き下ろし小説も発表された。

## 収録曲
（全作詞：こっこ／編曲：根岸孝旨）
1. ポロメリア（5:17)
  - 作曲：こっこ
2. Sweet Berry Kiss（5:35）
  - 作曲：成田忍

## 収録アルバム
ポロメリア
- オリジナル『ラプンツェル』（2000年6月14日)
- ベスト『ベスト+裏ベスト+未発表曲集』（2001年9月5日)
- ベスト『ザ・ベスト盤』　(2011年8月15日)

Sweet Berry Kiss
- ベスト『ベスト+裏ベスト+未発表曲集』（2001年9月5日)

## 参加ミュージシャン
ポロメリア
- Drums : 向山テツ
- Electric Bass, Vibraphone : 根岸孝旨
- Electric Guitar, Acoustic Guitar : 堀越信泰
- Keyboard : 柴田俊文
- Programming : 梅崎俊春
- Chorus : 柴草玲

Sweet Berry Kiss
- Drums : 向山テツ
- Bass, Chorus : 根岸孝旨
- Electric Guitar, Acoustic Guitar : 成田忍
- Keyboard : 柴田俊文
- Programming : 梅崎俊春
- Toms, Tambourine : テーラー

## カバー
- 2007年にSISTER KAYAがカバーアルバム『たからもの3』にてカバー。
- 2008年にDewがカバーアルバム『花図鑑 別冊』にてカバー。

## タイアップ
- テレビ東京系「JAPAN COUNTDOWN」オープニングテーマ (#1)